# محطة ريبي لتحويل النفايات إلى طاقة
محطة ريبي لتحويل النفايات إلى طاقة هي أول منشأة من نوعها في إفريقيا، تقع في العاصمة الأثيوبية أديس أبابا، بدأت عملها في أغسطس 2018. تم تطوير المحطة من قبل شركة كامبريدج للصناعات المحدودة لصالح شركة الطاقة الكهربائية الإثيوبية وإدارة مدينة أديس أبابا. أسس المشروع رجل الأعمال صامويل أليمايهو بهدف معالجة النفايات المتزايدة في المدينة وتحويلها إلى مصدر مستدام للطاقة.

## ملخص
يتضمن مصنع تحويل النفايات إلى طاقة في ريبي نظامين للاحتراق (شبكات عكسية MARTIN SITY 2000) مع رافعتين للنفايات بسعة 2 × 700 طن / يوم = 1400 طن / يوم. تم بناء موقع ريبي على أرض مستصلحة من مكب نفايات قديم، وتشمل المواقع مرافق لمعالجة النفايات المنزلية والتجارية، باستخدام احتراق النفايات لاستعادة الطاقة، والمعالجة البيولوجية، وإعادة الاستخدام، وإعادة التدوير، ومكبات النفايات.

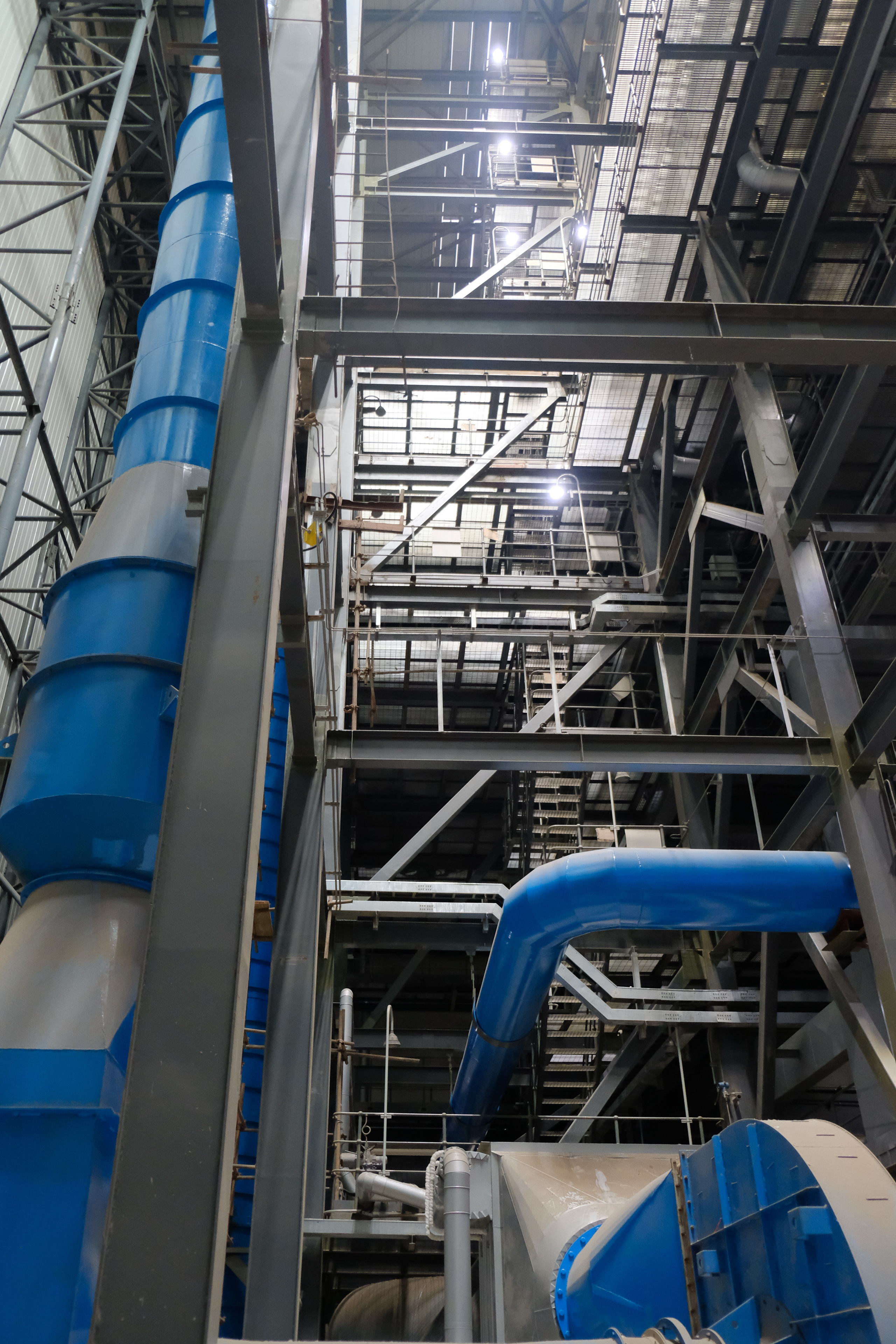

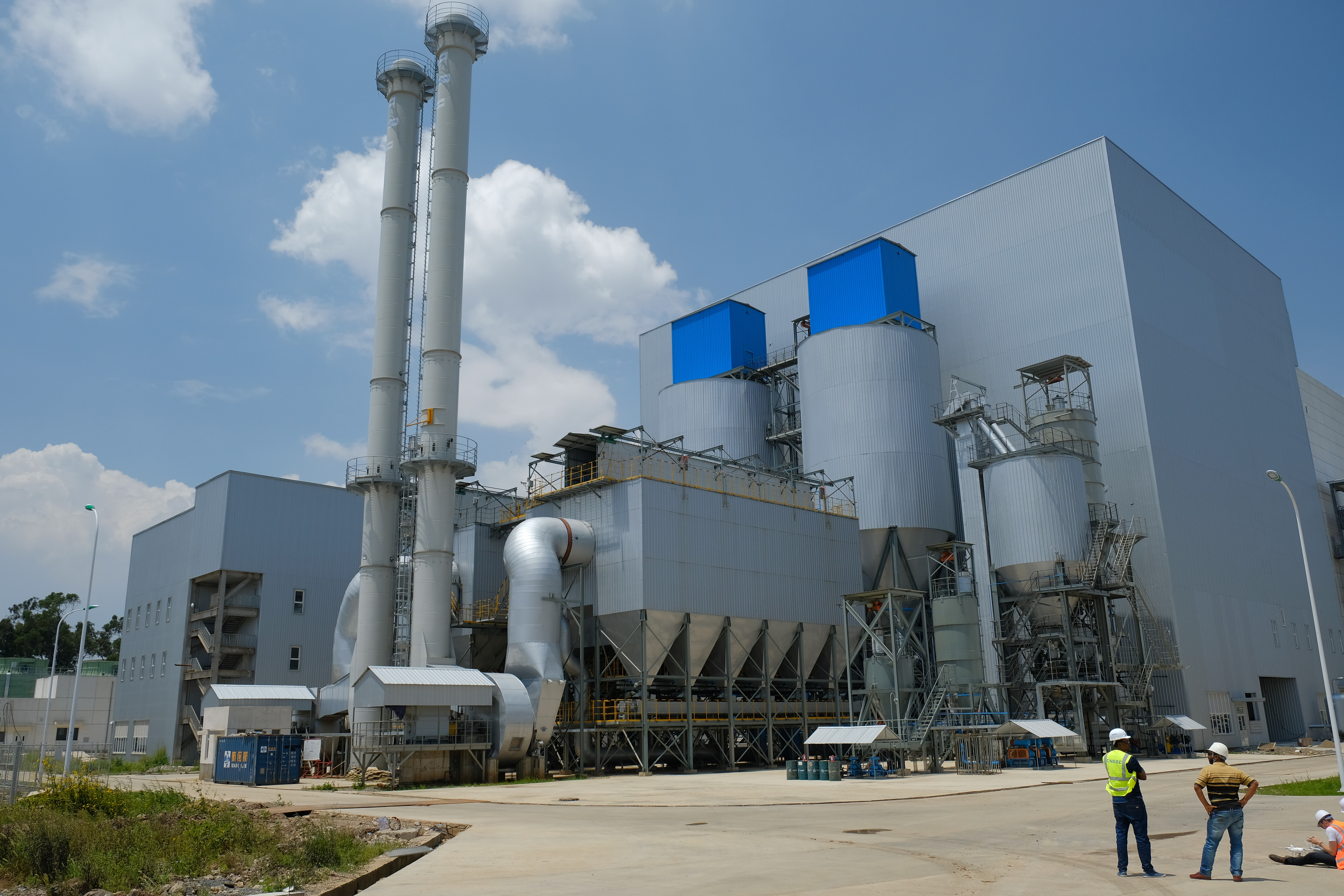